# Lilly Schönauer – Umweg ins Glück
Lilly Schönauer – Umweg ins Glück ist ein deutsch-österreichischer Fernsehfilm von Heidi Kranz aus dem Jahr 2007 und die dritte Episode aus der Reihe Lilly Schönauer. Die Hauptrollen sind mit Julia Dietze, Patrick Rapold und Peter Weck besetzt.

## Handlung
Reisereporterin Charly Stein wollte eigentlich mit ihrem Kollegen Stefan nach Kapstadt fahren, um dort über das Leben in den Slums zu berichten. Stattdessen begibt sie sich in das Dorf St. Veith in der Steiermark, um nach ihren leiblichen Eltern zu suchen. Ihre Redaktion hatte Werbung vom dortigen Schloss Ehrenfels erhalten, auf dem ein Gemälde abgebildet war. Die porträtierte Frau sieht Charly ähnlich und da das Schloss unweit des Krankenhauses liegt, in dem Charly als Baby abgelegt wurde, vermutet sie eine Verbindung zu ihren leiblichen Eltern. Damals wurde bei ihr eine Handpuppe gefunden, die sie nun mit nach St. Veith nimmt.
Schon auf dem Hinweg macht sie Bekanntschaft mit Andreas Ehrenfels, dem Sohn des Schlossherrn Max Thadäus Ehrenfels. Andreas steht kurz vor der Verlobung mit seiner Sandkastenfreundin Vera Thul und ist zunächst von der aufmüpfigen Charly wenig begeistert. Die gibt vor, über das Schloss und die Bewohner eine Reportage drehen zu wollen. Andreas und sie kommen sich näher, was den Unmut von Vera hervorruft. Sie ist jedoch für Werbung für das Schloss dankbar und so begibt sie sich bei einem Besuch in Graz auch zum Chef von Charly, um sich für die geplante Reportage zu bedanken. So kommt heraus, dass Charly gelogen hat. Andreas stellt sie zur Rede und sie weiht ihn ein, dass sie eigentlich ihre Eltern sucht. Andreas will ihr bei der Suche helfen und beide bringen dem Spielzeugmacher Gustl die Handpuppe, die eine Prinzessin darstellt. Er glaubt, eine solche Puppenart schon einmal gesehen zu haben, kann sich jedoch nicht daran erinnern, wo.
Andreas hat seinem Vater Max davon berichtet, dass Charly ihre Eltern sucht. Auch ihm war bereits die Ähnlichkeit von Charly zu der Frau auf dem Porträt aufgefallen und er holt einen alten Brief aus einer Schublade, in dem dem Empfänger berichtet wird, dass die Schreiberin ein Kind erwartet. Absenderin ist Ursula Thul, Veras Mutter. Vera hat unterdessen Charlys Puppe gesehen und sie mit den eigenen ihrer Kindheit in Verbindung gebracht. Sie stellt ihre Mutter zur Rede und auch Max erscheint bei Ursula zur Aussprache. Als Max von seiner Ehefrau verdächtigt wird, einst fremdgegangen zu sein, stellt dieser alles klar: Nicht er, sondern sein bester Freund Julian ist der Vater von Charly. Den Brief habe er als Erinnerung aufbewahrt, weil Julian angesichts der Nachricht, Vater zu werden, floh und dabei mit seinem Auto einen schweren Unfall hatte, bei dem er verstarb.
Charly eilt zurück nach Graz, zumal sie Angst hat, ihrer Halbschwester Vera den zukünftigen Ehemann zu stehlen. Vera hat unterdessen erkannt, dass ihre Beziehung zu Andreas hauptsächlich durch Ursulas Einsatz bestand – sie wollte für ihre Tochter die Sicherheit in der Beziehung, die sie nie hatte. Vera trennt sich von Andreas, mit dem sie gut befreundet bleiben will, und geht zu Charly, um sich mit ihr auszusprechen. Auch zwischen Charly und Ursula kommt es zur Aussprache und am Ende zur Versöhnung von Charly und Andreas, die nun ein Paar werden.

## Produktion

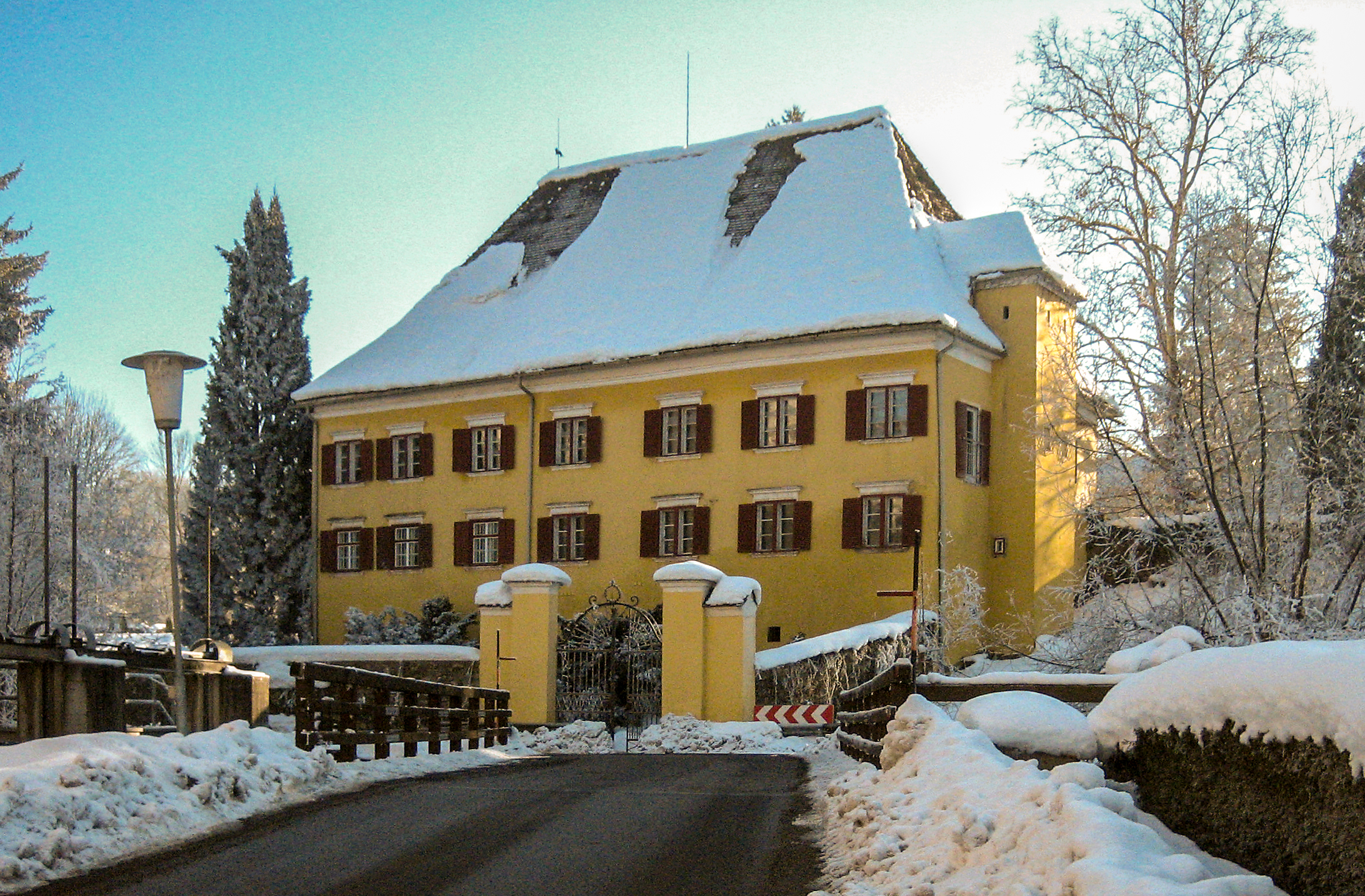
Schloss Ottersbach, einer der Drehorte des Films

Lilly Schönauer – Umweg ins Glück wurde von August bis September 2006 unter anderem in Graz und auf Schloss Ottersbach (im Film Anwesen der Familie Ehrenfels) in Großklein gedreht. Der Film erlebte am 29. April 2007 auf ORF 2 seine Fernsehpremiere. Es war die dritte Folge der Filmreihe Lilly Schönauer.

## Kritik
Für den film-dienst war Lilly Schönauer – Umweg ins Glück ein „sentimentales (Fernseh-)Drama, das sich in seiner höchst einförmigen Entwicklung nicht von den üblichen Serienformaten abhebt.“
TV Spielfilm gab die schlechteste Bewertung (Daumen runter), nannte den Film eine „TV-Schmonzette“ und schrieb: „Abstammungskitsch in betulicher Manier. Fazit: Gepflegte Langeweile ohne Ecken und Kanten“.